# Ахтернмер
Ахтернмер је мјесто у њемачкој савезној држави Доња Саксонија.

## Географија
Мјесто се налази на надморској висини од 8 метара. У самом мјесту је, према процјени из 2010. године, живјело 1.214 становника.

## Међународна сарадња
| Мјесто | Држава    | Врста сарадње | Од    |
| ------ | --------- | ------------- | ----- |
| Елде   | Холандија | партнерство   | 1986. |
| Извор  |           |               |       |